# حياة قطاط القرمازي
حياة قطاط القرمازي (4 أبريل 1961 - ) سياسية تونسية، تشغل منصب وزير الشؤون الثقافية في حكومة نجلاء بودن منذ 2021.

## السيرة الشخصية
حصلت على دكتوراه في التاريخ والأنثروبولوجيا من كلية العلوم الإنسانية والاجتماعية بتونس، ووعملت في عدد من مؤسسات التعليم العالي، منها جامعة منوبة والمعهد العالي لمهن التراث والمعهد العالي لأصول الدين بتونس
عُيّنت مستشارًا لوزير الثقافة والمحافظة على التراث بتونس من 2009 حتى 2011، ورئيسة خلية مصادر النهوض بالذاكرة والهوية الوطنية لدى الوزارة الأولى، ومديرة متحف العادات والتقاليد الشعبية لمدينة تونس وأستاذة جامعية، ثم التحقت بالألكسو منذ عام2011، لتكون أول امرأة تونسية وعربية تترشح لمنصب مدير عام المنظمة العربية للتربية والثقافة والعلوم الألكسو، وهي مديرة إدارة الثقافة وبرنامج حماية التراث بالمنظمة العربية للتربية والثقافة والعلوم، وكانت مديرة متحف العادات والتقاليد الشعبية لمدينة تونس في الفترة 2002–2006.
وكانت أستاذة بجامعة الزيتونة لمدة عام في الفترة 2001–2002، وعملت مدرسة بالمعهد العالي لمهن التراث بتونس، ولها عدة دراسات منشورة.